# Khodoriv
Khodoriv (ukrainsk: Ходорів; polsk: Chodorów) er en by i Stryj rajon, Lviv oblast i det vestlige Ukraine. Den har omkring 9.108 indbyggere (2021).
Byen blev nævnt første gang i 1394. I mange historiske dokumenter omtales det som Khodoriv-stav. I mange dokumenter hedder det Khodoriv-stav. Det er forbundet med et mandsnavn Fedir og situationen i byen over en stor sø. I det 15. århundrede fik Khodoriv bystatus og et våbenskjold .
Khodoriv var et af de store industricentre i Zjydatjiv raion og Lviv oblast, med mere end 10 fremstillings- og andre fabrikker, herunder sukkerfabrik og fabrikation af måleinstrumenter. I byen er der tre gymnasier. Khodoriv har altid været et stort jernbaneknudepunkt i regionen.